# Andressa de Morais
Andressa Oliveira de Morais (João Pessoa, 21 de dezembro de 1990) é uma atleta olímpica brasileira especializada no lançamento de disco. É a atual recordista sul-americana da prova.

## Carreira
Conquistou suas primeiras medalhas de ouro em eventos internacionais no Campeonato Sul-Americano Júnior de Atletismo de 2009, tanto no lançamento de martelo como do disco, prova que bateu o recorde nacional júnior e o recorde da competição. Ainda em 2009 conquistaria mais duas medalhas, desta vez no Campeonato Pan-Americano Júnior. Pelas categorias de base, viria conquistar medalhas no Sul-Americano Sub-23 de 2010 e no Sul-Americano Sub-23 de 2012, eventualmente abandonando o lançamento do martelo e focando competitivamente no lançamento de disco.
No atletismo adulto, venceu o Campeonato Sul-Americano de Atletismo de 2011 e o Ibero-americano de Atletismo de 2012, batendo o recorde sul-americano do lançamento de disco com a marca de 64,21 metros. Aos 21 anos, disputou os Jogos Olímpicos de Verão de 2012, terminando a fase de qualificação em 16º lugar.
Voltaria a competir em alto nível em 2015, conquistando a medalha de ouro no Sul-Americano e a medalha de prata nos Jogos Mundiais Militares, competindo também nos Jogos Pan-Americanos e no Mundial de Atletismo. Já em 2015 Andressa atingiu o índice olímpico para os Jogos Olímpicos de Verão de 2016, em uma competição local da Federação Paulista de Atletismo. Nos Jogos Olímpicos do Rio, terminou a fase de qualificação da prova de lançamento de disco em 21º lugar, não conseguindo se classificar para a final olímpica.
Em 2017, Andressa ratificou o recorde sul-americano no lançamento de disco no Campeonato Sul-Americano em Assunção, com a marca de 64,68 metros.

### 2023
Andressa participou dos Jogos Pan-Americanos de 2023, ocorridos em outubro e novembro, em Santiago, no Chile, em provas de atletismo. Nesta prova, cada atleta pode fazer seis lançamentos. No seu primeiro lançamento, atingiu 56,29 metros de distância. Após queimar o segundo, o terceiro percorreu 53,51 metros, não melhorando sua marca, o que a colocava atrás de outras quatro atletas. Na quarta rodada, conseguiu lançar 59,29 metros, ficando atrás de apenas uma colega. Os dois lançamentos seguintes foram queimados. Assim, o pódio ficou com as brasileiras Izabela Rogrigues em primeiro lugar, com 59,36m, e Andressa em segundo, com 59,29m. O terceiro lugar ficou com a jamaicaina Samantha Hall, com o lançamento de 59,14m.

## Resultados internacionais
| Ano                     | Competição                      | Local                   | Posição                 | Evento                  | Notas                   |
| Representante do Brasil | Representante do Brasil         | Representante do Brasil | Representante do Brasil | Representante do Brasil | Representante do Brasil |
| ----------------------- | ------------------------------- | ----------------------- | ----------------------- | ----------------------- | ----------------------- |
| 2008                    | Campeonato Ibero-americano      | Iquique                 | 5º                      | Lançamento de disco     | 50.39 m                 |
| 2008                    | Campeonato Mundial Júnior       | Bydgoszcz               | 20º (q)                 | Lançamento de disco     | 47.44 m                 |
| 2008                    | Campeonato Sul-Americano Sub-23 | Lima                    | 2º                      | Lançamento de disco     | 51.24 m                 |
| 2009                    | Campeonato Sul-Americano        | Lima                    | 5º                      | Lançamento de disco     | 51.36 m                 |
| 2009                    | Campeonato Sul-Americano        | Lima                    | 6º                      | Lançamento de martelo   | 58.12 m                 |
| 2009                    | Campeonato Sul-Americano Júnior | São Paulo               | 1º                      | Lançamento de disco     | 55.27 m                 |
| 2009                    | Campeonato Sul-Americano Júnior | São Paulo               | 1º                      | Lançamento de martelo   | 55.26 m                 |
| 2009                    | Campeonato Pan-Americano Júnior | Port of Spain           | 1º                      | Lançamento de disco     | 55.28 m                 |
| 2009                    | Campeonato Pan-Americano Júnior | Port of Spain           | 2º                      | Lançamento de martelo   | 55.01 m                 |
| 2010                    | Campeonato Sul-Americano Sub-23 | Medellín                | 2º                      | Lançamento de disco     | 53.28 m                 |
| 2010                    | Campeonato Sul-Americano Sub-23 | Medellín                | 1º                      | Lançamento de martelo   | 55.95 m                 |
| 2010                    | Campeonato Ibero-americano      | San Fernando            | 5th                     | Lançamento de disco     | 54.20 m                 |
| 2011                    | Campeonato Sul-Americano        | Buenos Aires            | 1º                      | Lançamento de disco     | 57.54 m                 |
| 2011                    | Campeonato Mundial de Atletismo | Daegu                   | 18º (q)                 | Lançamento de disco     | 57.93 m                 |
| 2012                    | Campeonato Ibero-americano      | Barquisimeto            | 1º                      | Lançamento de disco     | 64.21 m                 |
| 2012                    | Jogos Olímpicos                 | Londres                 | 16º (q)                 | Lançamento de disco     | 60.94 m                 |
| 2012                    | Campeonato Sul-Americano Sub-23 | São Paulo               | 1º                      | Lançamento de disco     | 57.66 m                 |
| 2013                    | Campeonato Sul-Americano        | Lima                    | 5º                      | Lançamento de disco     | 53.66 m                 |
| 2014                    | Jogos Sul-Americanos            | Santiago                | 4º                      | Lançamento de disco     | 52.62 m                 |
| 2014                    | Campeonato Ibero-americano      | São Paulo               | 3º                      | Lançamento de disco     | 57.82 m                 |
| 2015                    | Campeonato Sul-Americano        | Lima                    | 1º                      | Lançamento de disco     | 61.15 m                 |
| 2015                    | Jogos Pan-Americanos            | Toronto                 | 6º                      | Lançamento de disco     | 58.08 m                 |
| 2015                    | Campeonato Mundial de Atletismo | Pequim                  | 19º (q)                 | Lançamento de disco     | 59.08 m                 |
| 2015                    | Jogos Mundiais Militares        | Mungyeong               | 2º                      | Lançamento de disco     | 59.07 m                 |
| 2016                    | Campeonato Ibero-americano      | Rio de Janeiro          | 4º                      | Lançamento de disco     | 55.28 m                 |
| 2016                    | Jogos Olímpicos                 | Rio de Janeiro          | 21º (q)                 | Lançamento de disco     | 57.38 m                 |
| 2017                    | Campeonato Sul-Americano        | Assunção                | 1º                      | Lançamento de disco     | 64.68 m                 |
| 2017                    | Campeonato Mundial              | Londres                 | 11º                     | Lançamento de disco     | 60.00 m                 |

## Melhores marcas pessoais
A tabela a seguir lista as melhores marcas de Andressa de Morais por prova:
| Prova                 | Marca   | Local      | Data                |
| --------------------- | ------- | ---------- | ------------------- |
| Arremesso de peso     | 13,03 m | Uberlândia | 12 de julho de 2009 |
| Lançamento de disco   | 65,98   | Lima, Peru | 06 de agostode 2019 |
| Lançamento de martelo | 58,89 m | São Paulo  | 28 de junho de 2012 |